# Chartular von Lausanne

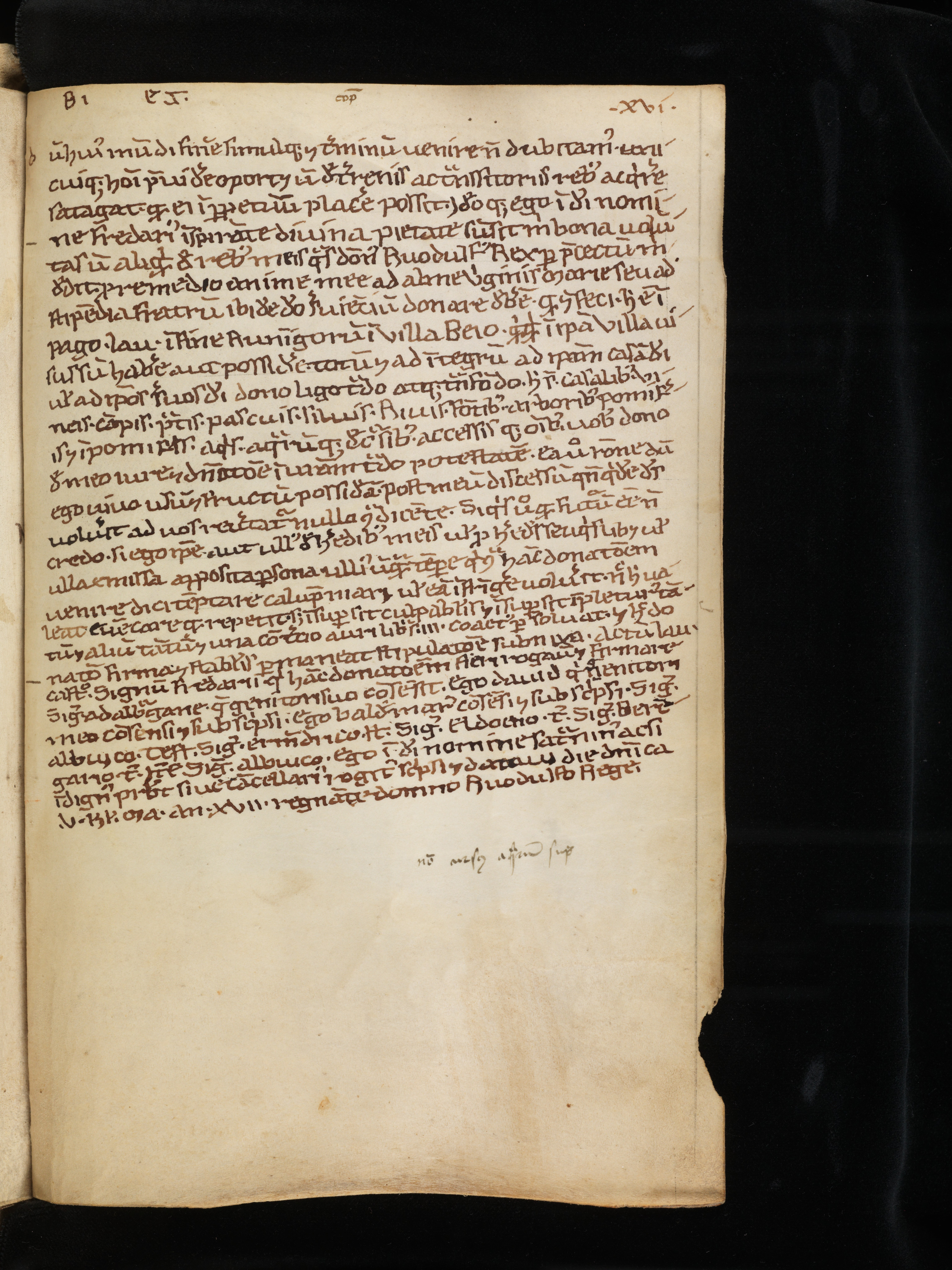
Seite aus dem Chartular von Lausanne (Burgerbibliothek Bern)

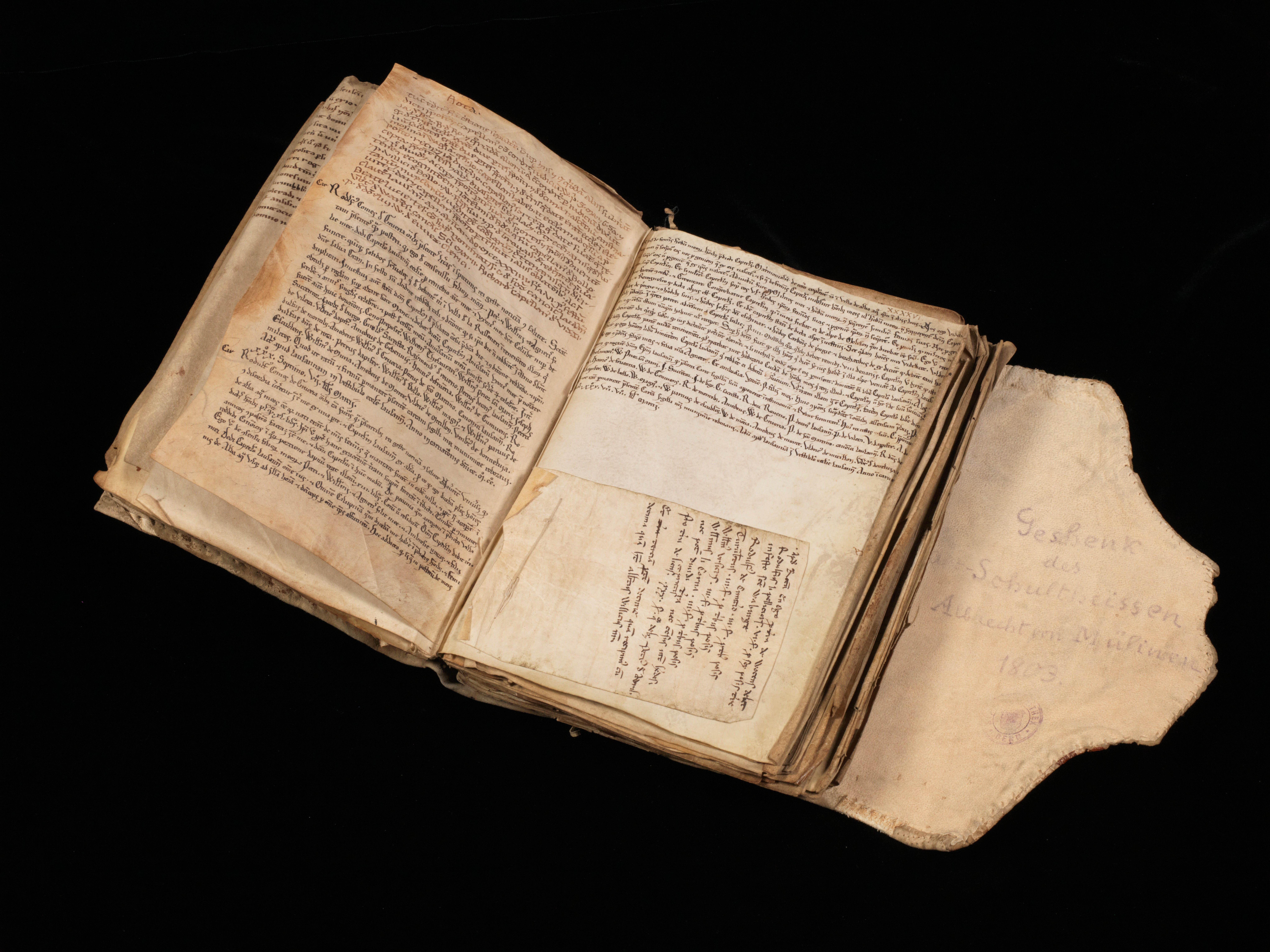
Die Urkundensammlung mit dem geöffneten Lederumschlag (Burgerbibliothek Bern)

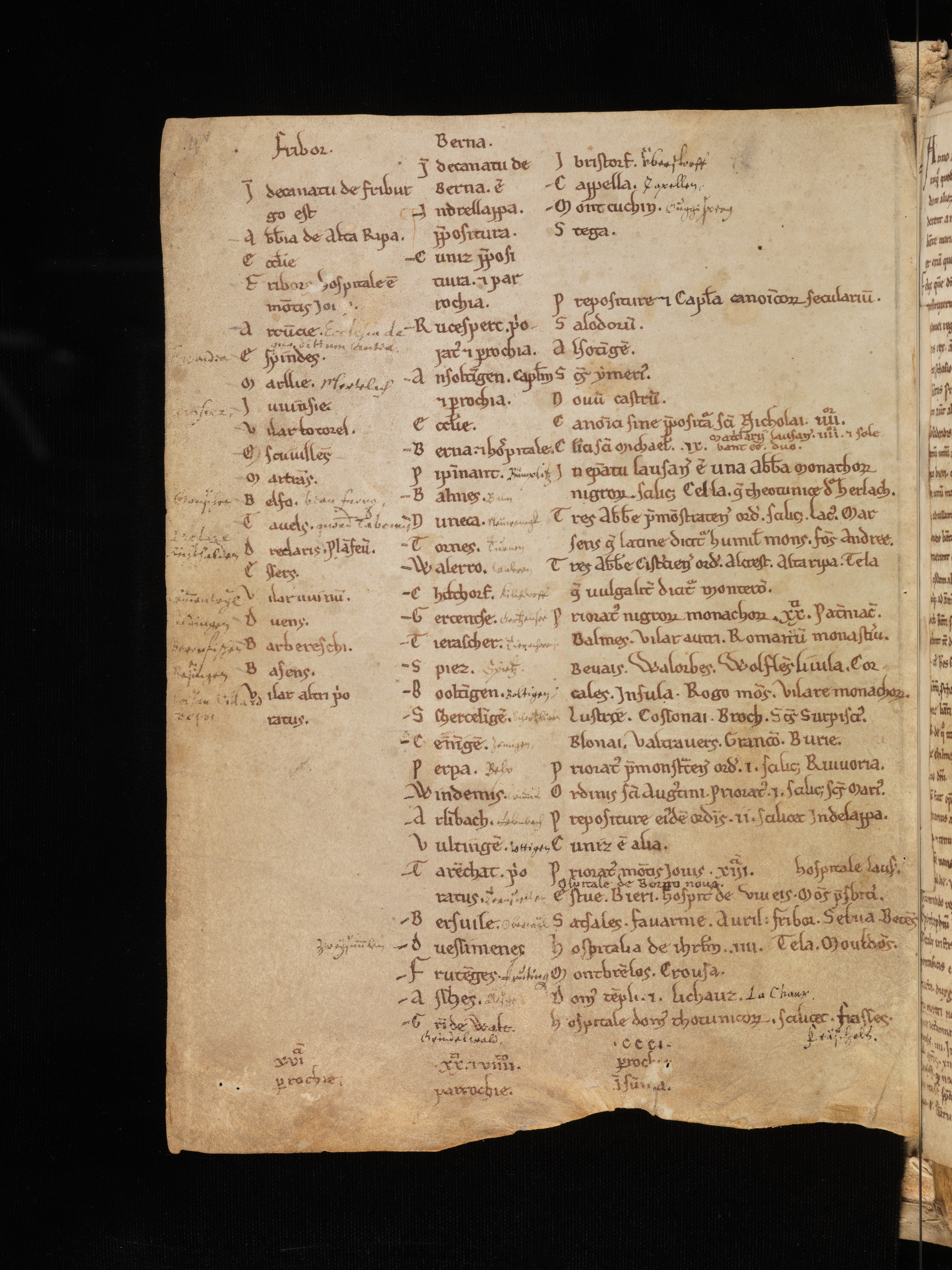
Chartular von Lausanne, Blatt 4 Rückseite: Ausschnitt aus dem Kirchenverzeichnis der Diözese Lausanne

Das Chartular von Lausanne (manchmal erwähnt als lat. Cartularium Lausannense, frz. Cartulaire du Chapitre de Notre-Dame de Lausanne) ist ein Kopialbuch des Domkapitels von Lausanne aus dem 13. Jahrhundert. Die in der Geschichtsforschung viel beachtete Handschrift ist eine erstrangige Quelle für die Geschichte der Bischofskirche von Lausanne und zahlreicher Ortschaften in der ehemaligen Diözese Lausanne. Sie befindet sich seit 1803 in der Handschriftensammlung der Burgerbibliothek Bern.

## Geschichte
Das Buch entstand in der Zeit von etwa 1202 bis 1242 und enthält einige Nachträge aus der zweiten Hälfte des 13. Jahrhunderts. Es ist eine Sammlung von Abschriften nach Schriftstücken im Archiv der Kathedrale von Lausanne aus der Zeit von 814 bis 1242, von deren Originalen nur mehr wenige vorhanden sind, und von zeitgenössischen Dokumenten. Als Redaktor der Schrift ist der Domdekan und bischöfliche Vizekanzler Cono von Estayer (vor 1200–1243/1244) erwähnt, dessen Beweggründe für die Kompilation der Urkundensammlung im Buch genau dargelegt sind. Cono von Estavayer zählt zu den bedeutenden Akteuren der seit dem späten 12. Jahrhundert in der Genferseeregion rasch zunehmenden Schriftlichkeit der Verwaltungen. Die Einträge stammen von mehreren Schreibern, einige von Dompropst Cono von Estayer selbst, so etwa die geschichtliche Darstellung in den Annales Lausannenses (Abschnitt 14 des Chartulars). Unter Propst Cono waren zeitweilig die jugendlichen Grafen Thomas und Peter von Savoyen Kanoniker und Schreiber in Lausanne.
In das Chartular, das 150 Blätter enthält, liess Propst Cono Dokumente unterschiedlicher Art eintragen: So finden sich darin unter anderem Chroniktexte, Urkunden, die Statuten des Domkapitels, ein um 1228 neu zusammengestelltes topographisches Verzeichnis der Dekanate, Kirchen und Klöster in der Diözese Lausanne, ein Urbar, die Liste der Bischöfe von Lausanne und ein Nekrolog. Einige Blätter stammen von einer bereits um 1200 angelegten Urkundensammlung und wurden in die neue Dokumentation des Dompropstes Cono mit eingebunden. In das Buch wurden fortlaufend aktuelle Dokumente neu eingetragen, so etwa ein Bericht über den Stadtbrand von Lausanne im Jahr 1235.
Die Schrift enthält auch Angaben zu fränkischen, burgundischen und deutschen Königen. Für zahlreiche Kirchen und Ortschaftsnamen der Westschweiz ist das Chartular die erste überlieferte Geschichtsquelle.
Das Chartular wurde erstmals 1851 von David Martignier und Frédéric de Gingins-La Sarraz, danach 1879 von Georg Waitz ausschnittweise in den Monumenta Germaniae Historica, Band 24, und vollständig von Charles Roth 1948 in den Schriften der Société d’histoire de la Suisse romande publiziert.